# Jack Shepherd
Jack Shepherd (Leeds, 29 ottobre 1940) è un attore, drammaturgo, regista teatrale e sassofonista inglese.
Come attore, ha iniziato la sua carriera nel 1962 interpretando numerosi ruoli, soprattutto televisivi. È anche noto per aver recitato al cinema in film come La bussola d'oro (2007) con Nicole Kidman e Daniel Craig.
Nel 1964 ha sposato Judy Harland da cui ha avuto due figli. In seguito la coppia divorziò e lui nel 1975 si risposò con la produttrice Ann Scott da cui ha avuto altri tre figli.

## Filmografia parziale

### Cinema
- All Neat in Black Stockings, regia di Christopher Morahan (1969)
- The Virgin Soldiers, regia di John Dexter (1969)
- Mutazioni (The Bed-Sitting Room), regia di Richard Lester (1969)
- L'ultima valle (The Last Valley), regia di James Clavell (1970)
- Something to Hide, regia di Alastair Reid (1972)
- Fuga da Absolom (No Escape), regia di Martin Campbell (1994)
- Wonderland, regia di Michael Winterbottom (1999)
- La bussola d'oro (The Golden Compass), regia di Chris Weitz (2007)

### Televisione
- Count Dracula, regia di Philip Saville - film TV (1977)
- Fuga da Sobibor (Escape from Sobibor), regia di Rutger Hauer e Alan Arkin - film TV (1987)
- The Other Boleyn Girl, regia di Philippa Lowthorpe - film TV (2003)